# Missy Giove
Melissa "Missy" Giove (ur. 20 stycznia 1972 w Nowym Jorku) – amerykańska kolarka górska, czterokrotna medalistka mistrzostw świata i dwukrotna zdobywczyni Pucharu Świata.

## Kariera
Pierwszy sukces w karierze Missy Giove osiągnęła w 1993 roku, kiedy zajęła trzecie miejsce w klasyfikacji generalnej downhillu Pucharu Świata w kolarstwie górskim. Lepsze były tylko Regina Stiefl z Niemiec oraz Włoszka Giovanna Bonazzi. Wynik ten powtórzyła w sezonie 1994, w latach 1998-2001 była czterokrotnie druga (za każdym razem zwyciężała Francuzka Anne-Caroline Chausson), a w 1996 i 1997 roku Giove była najlepsza. Pierwszy medal zdobyła na mistrzostwach świata w Métabief w 1993 roku, gdzie była trzecia w downhillu za Bonazzi swą rodaczką Kim Sonier. Na rozgrywanych rok później mistrzostwach świata w Vail zwyciężyła, bezpośrednio wyprzedzając Francuzkę Sophie Kempf i Giovannę Bonazzi. Trzecie miejsce w swej koronnej konkurencji zajmowała także podczas mistrzostw świata w Cairns (1996) oraz mistrzostw świata w Kaprun (2002). Nigdy nie wystąpiła na igrzyskach olimpijskich. 
W 2009 roku została aresztowana za pomoc w przemycie narkotyków (konkretnie marihuany), ale została skazana jedynie na 6 miesięcy aresztu domowego.